# Animali notturni (album)
| Recensione    | Giudizio |
| ------------- | -------- |
| Rockol        |          |
| Rolling Stone |          |
| OndaRock      |          |
| RockIt        | Positivo |

Animali notturni è il quinto album in studio del gruppo musicale italiano Fast Animals and Slow Kids, pubblicato il 10 maggio 2019 dalla Warner Music Italy.

## Tracce
Testi di Aimone Romizi, musiche di Aimone Romizi, Alessandro Guercini, Jacopo Gigliotti, Alessio Mingoli.
1. Animali notturni – 3:33
2. Cinema – 3:12
3. L'urlo – 3:51
4. Non potrei mai – 3:14
5. Dritto al cuore – 3:56
6. Canzoni tristi – 3:37
7. Un'altra ancora – 3:50
8. Demoni – 3:13
9. Radio Radio – 3:51
10. Chiediti di te – 3:17
11. Novecento – 4:59

Durata totale: 40:33

## Formazione

### Gruppo
- Aimone Romizi – voce
- Jacopo Gigliotti – basso
- Alessandro Guercini – chitarra
- Alessio Mingoli – batteria, cori

### Altri musicisti
- Nicola Manzan – violino e viola in L'urlo
- Matteo Cantaluppi – pianoforte, produzione, sintetizzatore
- Carmelo Patti – violino
- Andrea Anzalone – violoncello
- Giovanni Versari – mastering
- Ivan Antonio Rossi –  missaggio, registrazione

## Classifiche
| Classifica (2019) | Posizione massima |
| ----------------- | ----------------- |
| Italia            | 7                 |